# الدوانيج (شناص)
الدوانيج منطقة سكنية تقع في ولاية شناص، التابعة لمحافظة شمال الباطنة في سلطنة عمان. يقدر عدد سكانها بـ 721 نسمة حسب إحصاء عام 2010 التابع للمركز الوطني للإحصاء والمعلومات الحكومي. رمز المنطقة هو 60220200.
تزدهر ولاية شناص بمحافظة شمال الباطنة بالصيد الحرفي وهناك العديد من الأهالي الذين يعتبرون مهنة الصيد مصدر رزقهم الرئيسي لما تتميز به الولاية من ساحل بحري يمتد من قرية خطمة ملاحة إلى قرية الدوانيج حيث يرتاد البحر الكثير منهم وتتنوع أساليب الصيد للصيادين منها الصيد بالضاغية والصيد التقليدي.

## الوصلات الخارجية
- المركز الوطني للإحصاء والمعلومات، سلطنة عمان